# ゴルゴ巻き
ゴルゴ巻き（ゴルゴまき）とは、トラウトのルアーフィッシングなどで見られるスタイルのひとつ。
ロッドのグリップエンドをライフルの銃床と見たて、肩付ける姿勢でリーリングを行う。その恰好が、ゴルゴ13がライフル銃（M16）を構える姿を彷彿とさせるため、俗にこの名が付けられている。
主に管理釣り場で使用される。ロッドとラインが目線上で一直線になり、ラインの変化によるアタリを取りやすいといわれているが、検証されているものではないため、効果のほどは不明。ジャーナリストの残間正之が自身のブログでこの用語を紹介している。